# Asking Alexandria (album)
Asking Alexandria è il quinto album in studio del gruppo musicale britannico omonimo, pubblicato il 15 dicembre 2017 dalla Sumerian Records.

## Descrizione
Prodotto da Matthew Good dei From First to Last, si tratta del primo lavoro del gruppo in seguito al rientro in formazione dello storico cantante Danny Worsnop, avvenuto nel corso del 2016.
Il 27 dicembre 2019 l'album è stato ripubblicato in edizione deluxe con l'aggiunta di sei bonus track.

## Tracce
Testi e musiche di Asking Alexandria, eccetto dove indicato.
1. Alone in a Room – 4:05
2. Into the Fire – 3:57
3. Hopelessly Hopeful – 3:13
4. Where Did It Go? – 3:13
5. Rise Up – 3:07
6. When the Lights Come On – 3:23
7. Under Denver – 4:05
8. Vultures – 3:28
9. Eve – 3:58
10. I Am One – 3:32
11. Empire (ft. Bingx) – 4:16 (Asking Alexandria, Bingx)
12. Room 138 – 3:44

Traccia fantasma nell'edizione CD
1. Into the Fire (Radio Edit) – 5:40 – dopo cinque secondi di silenzio inizia anche Xplicit

Traccia bonus nell'edizione digitale
1. Into the Fire (Radio Edit) – 3:30

Tracce bonus nell'edizione deluxe digitale
1. Into the Fire (Radio Edit) – 3:30
2. Vultures (Rock Version) – 3:26
3. Where Did It Go? (Hyro Mash Up) – 2:17 (Asking Alexandria, Hyro the Hero)
4. Perfect (Live from SiriusXM) – 4:31 (Ed Sheeran) – originariamente interpretata da Ed Sheeran
5. Rise Up (Demo) – 3:19
6. Alone in a Room (Acoustic Version) – 4:25
7. Alone in a Room (Dex Luthor Remix) – 3:17

## Formazione
Gruppo
- Danny Worsnop – voce
- Ben Bruce – chitarra, voce
- Cameron Liddell – chitarra
- Sam Bettley – basso
- James Cassells – batteria

Altri musicisti
- Bingx – voce aggiuntiva (traccia 11)

Produzione
- Matthew Good – produzione, ingegneria del suono
- Ryan Daminson – ingegneria del suono
- Taylor Larson – missaggio
- Ted Jensen – mastering
- Jonathan Davis – coproduzione (traccia 2)
- Bill Beasley – ingegneria del suono aggiuntiva (traccia 2)

## Classifiche
| Classifica (2017)          | Posizione massima |
| -------------------------- | ----------------- |
| Canada                     | 53                |
| Germania                   | 71                |
| Paesi Bassi                | 200               |
| Regno Unito                | 86                |
| Regno Unito (rock & metal) | 5                 |
| Stati Uniti                | 27                |
| Stati Uniti (hard rock)    | 1                 |
| Stati Uniti (independent)  | 3                 |
| Stati Uniti (rock)         | 2                 |
| Svizzera                   | 63                |